# 億萬富豪街
億萬富豪街（英語：Billionaires' Row）指的是美國曼哈頓中央公園以南一條超豪華摩天住宅大樓密集的街道。

## 建築物
- One57
- 公園大道432號
- 東57街252號
- 西57街111號
- 中央公園塔
- 中央公園南220號
- 53W53
- 公園大道520號

## 伸延閱讀
- Katherine Clarke. . 皇冠出版集團. 2023-06-13. ISBN 978-0-593-24006-9. OL 40128264M. Wikidata Q119945545 （英语）.